# Серава
Сѐрава (на македонска литературна норма: Серава) е река в северната част на Северна Македония, ляв приток на Вардар.
Образува се от сливането на много по-малки рекички като Любанска река, Побожка (Побушка) река, Турчевска река, Мала река и Люботрънска река в подножието на планината Скопска Църна гора, на нейното югозападно било. Протича през селото Радишани и затова носи и името Радишанска или Радишка река. Оттам, течейки през иззидано корито, минава покрай Бутел, Шуто Оризари и се влива в реката Вардар край Момин поток.
В миналото реката Серава тече и минава през самия град Скопие, разделяйки го неговото централно градско ядро (стария дял с махалите Топаана, Чаир, Гази Баба и Скопска чаршия) на два дяла, и вливайки се във Вардар в близината на днешната сграда на Македонската академия на науките и изкуствата. Във втората половина на ХХ век, след Скопското земетресение от 1963 година, коритото на реката Серава през града е покрито и през подземни канали дял от водата и днес се влива на същото място. Основната част от реката обаче след Бутел е изместена изкуствено на северозапад през Визбеговското поле в долината на Момин поток.